# Luigi Delfini
Luigi Delfini (Velletri, 19 luglio 1906 – Grosseto, 14 aprile 1993) è stato un antifascista italiano, operante nella cellula clandestina della Svizzera italiana e protagonista di un fallito attentato a Benito Mussolini nel 1931.

## Biografia
Nato a Velletri il 19 luglio 1906, esercitò la professione di calzolaio e in seguito di rappresentante di commercio. Militò nel Partito Repubblicano Italiano e all'età di diciannove anni venne arrestato per la prima volta per attività sovversiva. Nel mentre seguita attività antifascista, lavora per ditta alimentare quale raccoglitore di ordinazioni, durante viaggio a Genzano porta anche volantini da dare ma allertato da agenti saliti sul tram scende in corsa e cade sulle rotaie con ruota che passa sulla mano destra, il medico evita l'amputazione ma l'arto è compromesso. 
Respinta domanda per emigrare in Argentina, accompagna in Svizzera il Cancelliere del Tribunale di Velletri, decide di stabilirsi qui e nel settembre 1929 prende casa a Lugano, dove si unì agli altri esuli antifascisti e fu stretto collaboratore di Randolfo Pacciardi per il giornale Libera Stampa. Aiutò Odoardo Plinio Masini a impiantare un magazzino di commestibili con retrobottega adibito a solotto-libreria, dove si incontravano i più importanti profughi antifascisti italiani.
Nel febbraio 1931, gli esponenti di Giustizia e Libertà rifugiati a Parigi complottarono di assassinare Benito Mussolini, e Pacciardi (dapprima contrario) offrì la collaborazione della «centrale» luganese, affidando a Luigi Delfini, accompagnato dall'anarchico Ersilio Belloni, il compito di recapitare a Roma «una bomba per il duce», confezionata dall'ingegnere Giobbe Giopp, un repubblicano esperto di esplosivi. I due rientrarono clandestinamente in Italia passando dalla valle di Muggio, con l'obiettivo di raggiungere la capitale e stabilirsi in un appartamento in via del Vantaggio da utilizzarsi come base operativa. Tuttavia, durante la traversata del confine, Delfini si smarrì e i due attentatori arrivarono a Roma in date diverse. A causa di una lettera intercettata dalla polizia fascista, in cui si parlava dell'intenzione impiantare in via del Vantaggio una tipografia clandestina, Belloni fu subito individuato, arrestato, tradotto in carcere e torturato, finendo per rivelare i dettagli del piano.
Delfini, giunto a Roma in un secondo momento, fu riconosciuto (per la mano mutila) e arrestato il 2 marzo 1931. Sconosciuta è la sorte della bomba, in quanto Delfini sostenne sotto tortura di averla gettata nel lago di Como dopo le vicissitudini dell'ingresso clandestino in Italia. In un rapporto del 28 marzo 1931, il questore di Roma Salvatore Cocchia definì Delfini «il più pericoloso ed il più infido degli arrestati, capace di ricorrere a qualsiasi trucco per nascondere la verità, e non ha mai, durante tutti i lunghissimi interrogatori subiti, fatta alcuna spontanea dichiarazione». Il tribunale speciale per la difesa dello Stato condannò i due cospiratori a trenta anni di carcere. Le leggi eccezionali fatte approvare da Mussolini prevedevano la pena di morte per chi avesse progettato di attentare alla vita del Duce, ma a Delfini fu risparmiata l'esecuzione perché il corpo del reato (la bomba) non fu mai trovato.
Negli anni della prigione, trascorsi tra Saluzzo, Civitavecchia e Turi, ebbe modo di conoscere Antonio Gramsci, Sandro Pertini, Riccardo Bauer ed Ernesto Rossi. Liberato nel settembre 1943, riprese a fare attività politica nel Partito Repubblicano Italiano, è nel 1946 in primo Consiglio Comunale di Velletri ma si stabilisce in Grosseto, dove ricopre gli incarichi di segretario provinciale e membro della direzione nazionale. Nel 1956 venne eletto al consiglio comunale del capoluogo maremmano.
Morì a Grosseto il 14 aprile 1993 e fu tumulato nel cimitero di Sterpeto.